# Spongionella tubulosa
Spongionella tubulosa är en svampdjursart som beskrevs av Burton 1937. Spongionella tubulosa ingår i släktet Spongionella och familjen Dictyodendrillidae.
Artens utbredningsområde är havet utanför Indien. Inga underarter finns listade i Catalogue of Life.